# Кабанов, Михаил Михеевич
Михаи́л Михе́евич Каба́нов (1919-1943) — сержант Рабоче-крестьянской Красной Армии, участник Великой Отечественной войны, Герой Советского Союза (1944).

## Биография
Михаил Кабанов родился в 1919 году в селе Замартынье (ныне — Добровский район Липецкой области). Русский. Окончил десять классов школы. В 1939 году Кабанов был призван на службу в Рабоче-крестьянскую Красную Армию. С июня 1941 года — на фронтах Великой Отечественной войны. К ноябрю 1943 года сержант Михаил Кабанов командовал отделением взвода пешей разведки 1120-го стрелкового полка 333-й стрелковой дивизии 6-й армии 3-го Украинского фронта. Отличился во время битвы за Днепр.
В ночь с 25 на 26 ноября 1943 года Кабанов в составе штурмовой группы три раза переправлялся через Днепр в районе сёл Беленькое и Каневское Запорожского района Запорожской области Украинской ССР. В боях на западном берегу Кабанов лично уничтожил расчёт немецкого дзота и взял в плен несколько вражеских солдат. 28 ноября 1943 года он погиб в бою. Похоронен в Каневском.
Указом Президиума Верховного Совета СССР от 22 февраля 1944 года сержант Михаил Кабанов посмертно был удостоен высокого звания Героя Советского Союза. Был также награждён орденами Ленина, Красного Знамени и Славы 3-й степени.
В честь Кабанова в его родном селе установлен обелиск.